# 楽譜OCR
楽譜OCRは、OCRのアプリケーションで、楽譜または印刷されたスコアを編集可能なものに、かつ、しばしば、演奏可能な形式にするものである。一度デジタル的にキャプチャされると、音楽はよく使われるファイル形式、例えば、MIDI (再生用)とMusicXML(ページレイアウト用)に保存することが出来る。

## 歴史
初期の、楽譜の認識の研究は、1960年代後半の、MITと他の研究機関において、大学院レベルで行われた。
(Pruslin, Dennis Howard (1966) (PDF). Automatic Recognition of Sheet Music 2007年1月24日閲覧。.)
ローカライズと記号から外した五線譜の削除は認識でき、解釈する事がうまくいった。最初の商用楽譜スキャニング製品であるMIDISCANはMusitek社によって1991年にリリースされた。
なお日本においては1985年につくば市で開催された国際科学技術博覧会で早稲田大学が開発した楽譜OCRを搭載したWABOT-2を基に製作されたWASUBOTが半年間の会期中に演奏した。1995年に楽譜OCRを搭載した楽譜作成ソフトウェアのスコアメーカーが河合楽器製作所にて製造販売されている。
順番に単語を解釈する、テキストに対するOCRと違い、楽譜表記は、すぐそばに配置された独立して演奏する記号が進行していく、複数の声部が存在するという、並列な要素がある。そのため、音符間の空間関係、発想記号、強弱、調号などの他の記述は音楽を表現するのに重要な部分である。
最近の楽譜OCRパッケージは、きれいなスキャニングが使われて、例外的でない音符（すなわち、埋まっていない声部、非標準の表現形式など）が使われた時、99%以上の認識が期待できる。楽譜記号はドットをスタッカートとして使うか、音符の長さを拡張するために使われるため、スキャンの結果の解釈に困る場合がある。

## 商用ソフトウェア
- capella-scan
- PhotoScore (used in Sibelius)
- SharpEye
- SmartScore
- SmartScore Lite (used in Finale)
- PDFtoMusic
- VivaldiScan
- スコアメーカー

## Free/Open Source ソフトウェア
- Audiveris (Java)
- OpenOMR (Java)

## 参照
- Scorewriter - software used for manual entry and editing of scores
- Optical Music Recognition (OMR): Programs and scientific papers
- Gamera: A Python framework for Adaptive Optical Character recognition. Used frequently for OMR tasks.
- Aruspix: optical music recognition of early music prints.
- Optical Music Recognition Bibliography: A comprehensive list of papers published in OMR.